# Planowane postarzanie produktu
Planowane postarzanie produktu, także planowane ograniczenie trwałości produktu, zaplanowana żywotność produktu (ang. planned obsolescence) – strategia producenta, mająca na celu takie projektowanie towarów, aby miały one ograniczony czas użytecznego życia, po tym zaś okresie stawały się niesprawne, a często nieopłacalne w naprawie.
Planowe postarzanie produktu ma wymusić na konsumencie ponowne kupienie produktu i tym samym przyniesienie zysku producentowi. Co do zasady przedsiębiorstwa produkcyjne nie przyznają się do tej praktyki, a niekiedy otwarcie ją negują.

## Planowane postarzanie i ekologia
Praktyka ta szkodzi środowisku naturalnemu:
- Do produkcji nowych wyrobów są potrzebne nowe zasoby i energia, co nie sprzyja ekologii.
- Przestarzałe produkty są kierowane na składowisko odpadów zwiększając zanieczyszczenie środowiska.
- W przypadku recyklingu znów potrzebna energia i nowe materiały.

W ten sposób planowane ograniczenie trwałości produktów sprzyja marnotrawstwu zasobów naturalnych i degradacji środowiska naturalnego jako całości.

## Przykłady
W 1924 przedsiębiorstwa Osram, Philips i General Electric rozpoczęły proces planowanego postarzania żarówek. Utworzyły tzw. kartel Phoebusa będący oficjalnie szwajcarską firmą Phoebus S.A. Compagnie Industrielle pour le Développement de l’Éclairage, kontrolujący ich produkcję i sprzedaż. Jego celem było obniżenie ich jakości, tak aby każda z nich pracowała maksymalnie 1000 godzin (zamiast około 2000). Działania te zakłócił początek II wojny światowej.
Tygodnik „The Economist” jako przykład takiego postępowania producentów podaje nylonowe pończochy. Nieuniknione „puszczanie oczek” powodowało, że kobiety kupowały nowe pończochy, a to przez lata powstrzymywało szukanie włókna, które by nie miało tej cechy.
Badania przeprowadzone w 2013 w Niemczech na zlecenie partii Związek 90/Zieloni wykazały, że uszkodzenia wynikłe z zaplanowanego starzenia się sprzętu AGD i elektroniki wynoszą w tym kraju kilka miliardów euro rocznie.
Współczesnym widocznym przykładem są liczniki w drukarkach atramentowych. Nawet w pełni sprawna drukarka przestaje w pewnym momencie drukować, co wynika z ustawień producenta. Dlatego zwiększa się zainteresowanie ruchem „open hardware” (analogicznego do ruchu oprogramowania otwartoźródłowego – open source) i są m.in. projekty drukarek atramentowych.

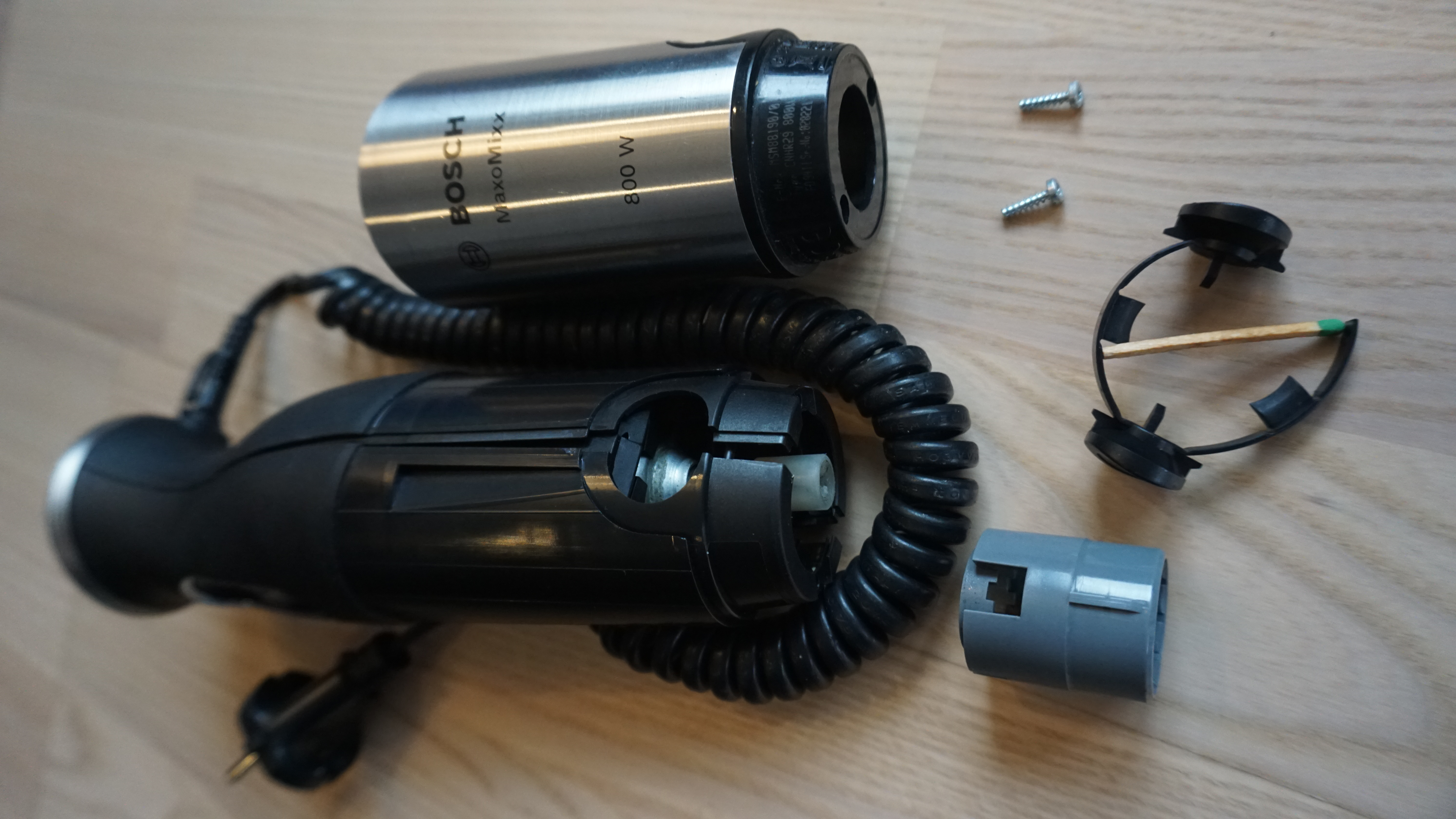
Zatrzask, który wskazuje łepek zapałki został zaprojektowany tak, by po jego złamaniu utrudnić użytkowanie blenderów Bosch, nakłaniać ma użytkowników do wymiany całego urządzenia

Innym przykładem może być świat rozrywki wideo – np. konsola Playstation 4 nie umożliwia oficjalnie grania w legalnie posiadane płyty z grami na Playstation 2, chociaż ma takie funkcje wbudowane w systemie i programistom udało się je odblokować.
Bosch mimo deklarowanej na stronach internetowych 10-letniej dostępności części zamiennych, umieszcza w popularnych mikserach MaxoMixx łatwo łamiący się plastikowy zatrzask, odmawiając użytkownikom późniejszej jego sprzedaży i proponując wymianę całego napędu jako pojedynczej części, co jest niemal równoważne z zakupem nowego urządzenia.

## Działania i ustawy przeciwko
Politycy i działacze w stanie Waszyngton rozważają wprowadzenie zakazu sprzedaży sprzętu elektronicznego z trudno wymienialnymi akumulatorami. W Substitute House Bill 2279 pomysłodawcy zauważają, że „producenci, utrudniając możliwość napraw i serwisowania sprzętu elektronicznego, działają na niekorzyść konsumenta. Wobec czego zamierzeniem ustawodawcy jest rozszerzenie dostępu do informacji oraz narzędzi niezbędnych do naprawy elektroniki użytkowej”. Jeden z wnioskodawców stwierdził (dla portalu Motherboard), że Apple przykleja baterię do obudowy w iPhone, tylko po to by zapobiec próbom napraw tych smartfonów.